# Aeroportul Fianarantsoa
Aeroportul Fianarantsoa (IATA: WFI, ICAO: FMSF) este un aeroport din Regiunea Haute Matsiatra, Madagascar ce deservește zona Fianarantsoa. A fost numit după zona deservită.
Situat la o altitudine de 1.115 m, aeroportul dispune de 1 pistă.

## Infrastructură

### Piste
Aeroportul dispune de o singură pistă. Pista 08/26 are suprafața de asfalt și dimensiunile 1.250 m × 23 m. 